# Wapen van Boechout

Het wapen van Boechout

Het wapen van Boechout is het heraldisch wapen van de Antwerpse stad Boechout. Het eerste wapen werd op 9 november 1907 per Koninklijk Besluit aan de gemeente toegekend. Het huidige wapen is op 2 februari 1982, eveneens per Koninklijk Besluit, toegekend. Dit bestaat uit het oude wapen van Boechout en het wapen van Vremde.

## Blazoenering
Doordat de gemeente in 1977 is gefuseerd zijn er twee verschillende blazoeneringen van het wapen van Boechout. Die van het eerste wapen luidt als volgt:
Doorsneden, boven rood met twee gouden pelgrimstaven in schuinkruis; onder blauw met twee gouden belletjes naast elkaar.
Het wapen heeft twee horizontale vlakken. Het bovenste is rood met daarin twee kruislings geplaatste, gouden pelgrimsstaven. Beide met de punt naar beneden. In de onderste helft twee gouden belletjes op een blauw veld.
Tweede wapen
De huidige blazoenering luidt als volgt:
Gedeeld 1. doorsneden a. in keel twee schuingekruiste pelgrimsstaven van goud b. in lazuur twee naast elkaar geplaatste belletjes van goud 2. gevierendeeld 1 en 4 in zilver een keper van keel vergezeld van drie mereltjes van sabel 2 en 3 in keel twee schuingekruiste omgekeerde zwaarden van goud.
Het wapen is in twee vertikale delen gedeeld. Het eerste deel is gelijk aan het oude wapen van Boechout: bovenste helft is rood met gekruiste pelgrimsstaven en het onderste is blauw met twee gouden belletjes. De andere helft is gebaseerd op het wapen van Vremde. Deze helft is in vier kwartieren gedeeld. Het eerste en vierde kwart zijn van zilver met daarin een verlaagde keper, de punt reikt namelijk niet tot de top van het veld, met naast de punt twee merletjes en onder de keper nog een. Het tweede en derde kwart zijn rood van kleur met daarop twee kruislings geplaatste zwaarden. Net als de pelgrimsstaven, met de punt naar beneden geplaatst.

## Geschiedenis
Het nieuwe wapen bestaat uit het oude wapen van Boechout en het wapen van Vremde. Omdat bij het oude wapen geen externe versierselen, zoals een kroon, schildhouder of andere zaken had, heeft het nieuwe wapen deze ook niet gekregen.
Het oude wapen van Boechout was gelijk aan dat van de familie Van Colen. Deze familie was van 1693 tot het einde van het ancien régime eigenaar van Boechout en het gelijknamige kasteel. Vremde was in handen van de familie Van der Gracht de Rommerswael. De heerlijkheid Vremde was sinds 1660 een baronie en gebruikte het wapen van de familie ook op zegels van de schepenbank.